# Hiob Poczajowski

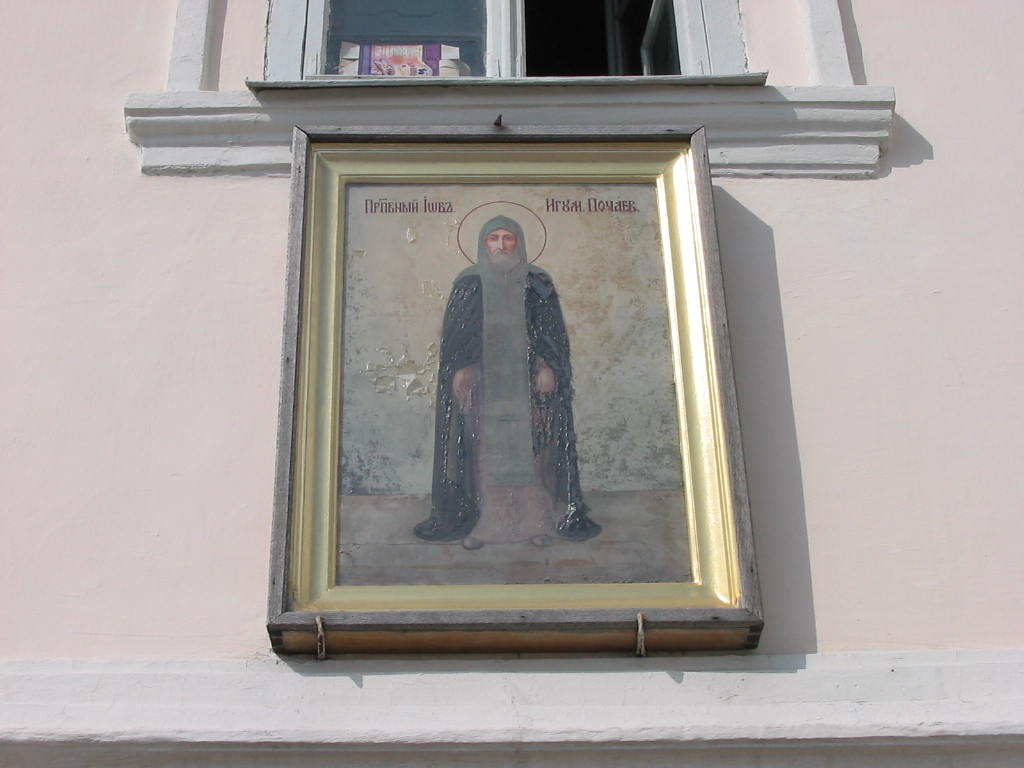
Ikona Świętego Hioba na jednym z budynków Ławry Poczajowskiej

Hiob Poczajowski, cs. Prepodobnyj Iow, igumien Poczajewskij (ros. Jow), imię świeckie: Jan (ros. Joann) Żelezo (ur. ok. 1551 w Kołomyi, zm. 28 października 1651 w Poczajowie) – zakonnik, igumen i święty prawosławny.

## Źródła informacji o postaci
Informacje biograficzne o świętym Hiobie pochodzą z Żywota błogosławionego ojca naszego Hioba Żelazo, świętej cudotwórczej Ławry Poczajowskiej ihumena, wydanego w Ławrze Poczajowskiej w 1791. Tekst ten został opracowany przez bazylianów z myślą o przedstawieniu Hioba jako kandydata do kanonizacji (mimo faktu, że był on mnichem prawosławnym). Prawdopodobnie autorem tekstu był prawosławny mnich Dosyteusz, uczeń duchowy Hioba, a bazylianie dokonali jedynie redakcji starszego dzieła. W żywocie zawarto również informacje o cudach, przypisywanych wstawiennictwu Hioba, które odnotowywano w stosownej księdze w Ławrze Poczajowskiej. Za znaczące źródło informacji o Hiobie uważa się także anonimowy zbiór opowieści o klasztorze i Poczajowskiej Ikonie Matki Bożej pt. Góra Poczajowska, który także powstał w kręgu bazylianów w 1742, a następnie był wielokrotnie przedrukowywany. Archiwum Ławry Poczajowskiej, archiwa sądów grodzkich w Łucku i Krzemieńcu i archiwum obwodowe w Tarnopolu zawierają dokumenty sądowe z okresu, gdy Hiob Poczajowski był przełożonym monasteru i reprezentował go w sporach prawnych.

## Życiorys

### Młodość i wczesna działalność
Przyszły duchowny pochodził z rodziny szlacheckiej Iwana i Agaty (Agafiji) Żelezo (także spotykane warianty: Zalezo, Żelazo); wśród jego przodków i krewnych byli duchowni. Urodził się we wsi Otynija k. Kołomyi, tam też spędził pierwsze lata życia. Niektóre źródła wskazują jako miejsce stałego zamieszkania rodziny Uhorniki.
Przyszły święty został posłusznikiem w wieku dziesięciu lat. Prawdopodobnie rozpoczął życie zakonne w monasterze Przemienienia Pańskiego w pobliżu Trembowli. Wieczyste śluby mnisze złożył po niecałych dwóch latach nowicjatu, jednak święcenia kapłańskie mógł przyjąć dopiero jako trzydziestolatek. Następnie złożył śluby mnisze wielkiej schimy, przyjmując imię Jan; nadal posługiwał się jednak imieniem zakonnym małej schimy – Hiob.

### Pobyt w monasterze w Dubnie
Na prośbę księcia Konstantego Ostrogskiego Hiob przeniósł się za zgodą przełożonego do monasteru Podwyższenia Krzyża Pańskiego w Dubnie. Miało to miejsce w latach 90. XVI w. Według Żywota natychmiast po przybyciu do Dubna został wybrany na przełożonego monasteru i wprowadził w niej nową, cenobityczną regułę. Według informacji z Żywota Hiob pozostawał przełożonym przez dwadzieścia lat, przeczą temu jednak dokumenty klasztorne, które od 1598 wskazują już innych ihumenów. Prawdopodobnie Hiob kierował wspólnotą tylko przez kilka lat, w ostatniej dekadzie XVI stulecia. Jego głównym zajęciem w monasterze było kierowanie działalnością wydawniczą wspólnoty, w tym opracowywaniem i drukiem przekładów tekstów Ojców Kościoła na język cerkiewnosłowiański. Monaster w Dubnie odgrywał znaczną rolę w polemice wyznaniowej między prawosławnymi a unitami.

### Przełożony Ławry Poczajowskiej

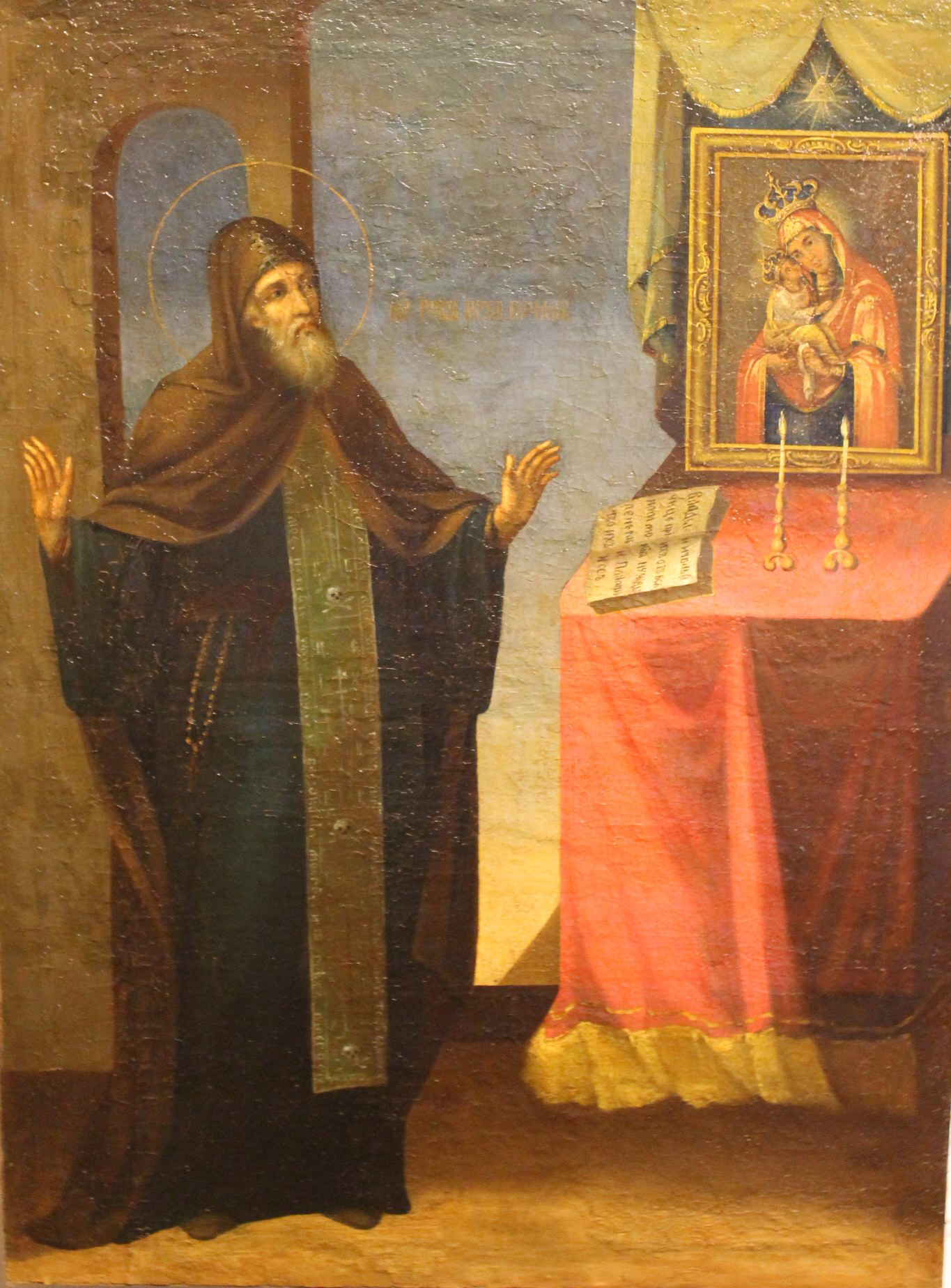
Hiob Poczajowski (1551-1651) igumen monasteru Poczajowskiego. Z końca XIX w. Ze zbiorów Muzeum ukraińskich ikon domowych w Zamku Radomyśl

Według żywotów Hiob zyskał ogromny szacunek wśród miejscowej ludności prawosławnej, toteż, pragnąc uniknąć ziemskiej sławy i nadal prowadzić życie ascety, opuścił monaster w Dubnie i udał się do monasteru Zaśnięcia Matki Bożej w Poczajowie jako zwykły mnich. Prawdopodobnie mnich opuścił Dubno także dlatego, iż jego protektor Konstanty Ostrogski zaczął dążyć do porozumienia z unitami. Z pewnością Hiob przeniósł się do Poczajowa jeszcze za życia Ostrogskiego, a zatem przed rokiem 1608. W 1607 odnotowano znaczny wzrost liczby mnichów w monasterze w Poczajowie, co może sugerować przeniesienie się do niego grupy zakonników z Dubna, w której mógł być Hiob.
W Poczajowie Hiob szybko ponownie zyskał szacunek innych zakonników i między rokiem 1617 a 1623 został wybrany przez mnichów na nowego przełożonego klasztoru, piątego od czasu wprowadzenia w monasterze reguły cenobitycznej. Według żywota także po objęciu godności ihumena nie porzucił praktyk ascetycznych, spędzając całe dnie w pieczarze, na wielogodzinnych modlitwach.
Na okres kierowania przez Hioba monasterem w Poczajowie przypadł ostry konflikt wspólnoty mniszej z A. Firlejem, kasztelanem bełskim, protestantem i jedynym spadkobiercą opiekunki monasteru Anny Hojskiej. Według Żywota… w 1617 Firlej, który już wcześniej odebrał mnichom część majątku, postanowił zniszczyć klasztor i zdławić kult Poczajowskiej Ikony Matki Bożej, toteż zabronił mnichom czerpać wodę ze źródła w Poczajowie (monaster nie posiadał własnego źródła). Wówczas Hiob miał wskazać na samym wzgórzu klasztornym miejsce, które faktycznie, wbrew powszechnemu mniemaniu, okazało się być zdatnym do wydrążenia studni. W 1623 Firlej najechał na monaster, obrabował jego świątynię i siłą odebrał mnichom cudowny wizerunek. Dokumenty opisujące napad są zarazem pierwszymi, które wymieniają z imienia Hioba jako ihumena poczajowskiego.
Za jego czasów monaster został znacznie rozbudowany – powstały nowe mury oraz siedem cerkwi, w tym główny sobór Św. Trójcy. W drukarni powstałej przy monasterze publikował swoje i cudze teksty teologiczne oraz przeznaczone dla szerokiego grona odbiorców teksty przybliżające prawosławne prawdy wiary lub polemizujące ze zwolennikami unii brzeskiej. Do dziś zachowała się tylko jedna księga-zbiór tych prac. Ihumen Hiob spędzał całe noce na modlitwie, w ciągu dnia pracując razem z innymi mnichami. Regularnie udawał się do swojej jaskini, by modlić się i medytować. Z powodu pogorszenia się stanu zdrowia przekazał obowiązki przełożonego wspólnoty mnichowi Samuelowi (Dobrzańskiemu), jednak do końca życia pozostawał największym duchowym autorytetem w monasterze.

## Kult
W roku 1883 Hiob Poczajowski został kanonizowany przez Rosyjski Kościół Prawosławny, chociaż nieoficjalny kult jego relikwii funkcjonował już od 1659 roku, tj. od momentu ich otwarcia i ogłoszenia, że nie uległy rozkładowi.
Wspomnienie liturgiczne świętego mnicha obchodzone jest w Cerkwi prawosławnej dwukrotnie:
- 28 sierpnia/10 września[6], tj. 10 września według kalendarza gregoriańskiego (rocznica otwarcia relikwii w 1659),
- 28 października/10 listopada, tj. 10 listopada (rocznica śmierci).

Święty jest adresatem modlitw o uchronienie przed najazdem wrogów i innowierców.
Największym kultem cieszy się na Ukrainie i w Polsce.
W ikonografii święty przedstawiany jest jako starzec z krótką, siwą brodą, odziany w czarne szaty mnicha wielkiej schimy. Zwykle prawą ręką błogosławi, w lewej trzyma rozwinięty zwój.
W okresie przynależności Ławry Poczajowskiej do katolickiego zakonu bazylianów jego kult nadal funkcjonował wśród miejscowych unitów, zaś mnisi Ławry podejmowali starania na rzecz oficjalnego włączenia Hioba w poczet świętych katolickich. Bazylianie jako pierwsi wydali również żywot mnicha, publikując w 1791 Żywot błogosławionego ojca naszego Hioba Żelazo, świętej cudotwórczej Ławry Poczajowskiej ihumena.